# Cremeaux
 Cremeaux  es una población y comuna francesa, situada en la región de Auvernia-Ródano-Alpes, departamento de Loira, en el distrito de Roanne y cantón de Saint-Just-en-Chevalet.

## Demografía
| 1131 | 1088 | 987 | 970 | 937 | 904 |
| Para los censos de 1962 a 1999 la población legal corresponde a la población sin duplicidades (Fuente: INSEE [Consultar]) |      |     |     |     |     |